# 竹葉扁蚜
竹葉扁蚜（学名：Astegopteryx bambusifoliae）为扁蚜科刺額扁蚜屬下的一个种。